# Самотният бегач на дълго разстояние (филм)
„Самотният бегач на дълго разстояние“ (на английски: The Loneliness of the Long Distance Runner) е британски филм от 1962 година на режисьора Тони Ричардсън по сценарий на Алън Силитоу, базиран на неговия едноименен разказ.
В центъра на сюжета е младеж от работническо семейство, който извършва обир и е изпратен в изправителен дом. Там получава редица привилегии от ръководството, заради възможността да спечели състезание по бягане, но умишлено се проваля, въпреки очакваните тежки последствия. Главните роли се изпълняват от Том Кортни, Майкъл Редгрейв, Ейвис Бънидж, Топси Джейн.
За участието си в „Самотният бегач на дълго разстояние“ Том Кортни получава награда на БАФТА за дебютант в главна роля.